# Майвандваль, Мохаммад Хашим
Мохаммад Хашим Майвандваль (пушту محمد هاشم میوندوال‎; 12 марта 1919 — 1 октября 1973) — государственный деятель Афганистана.

## Образование
Окончил лицей «Хабибия» (1941), изучал в США английский язык.

## Карьера
- В 1942—1945 — председатель Литературного общества в Герате и редактор газеты «Эттефаке ислам».
- В 1945—1950 — генеральный директор «Афганской энциклопедии», редактор издания «Анис», заместитель начальника управления печати.
- С 1950 — начальник управления печати в ранге члена правительства.
- С 1952 — советник посольства в США.
- С 1954 — вновь начальник управления печати.
- С 1955 — заместитель министра иностранных дел.
- В 1956 — посол в Великобритании.
- С 1957 — посол в Пакистане.
- С 1958 — посол в США.
- С 1963 — вновь посол в Пакистане.
- С 1964 — министр информации и культуры в правительстве Мухаммеда Юсуфа.

## Премьер-министр
В 1965—1967 — премьер-министр. Выступал с популистских позиций, посещал различные регионы страны в рамках пропагандистской программы «Я иду в народ». Считался прозападным политиком, был талантливым оратором. Однако существенных результатов его правительство достигнуть не смогло.

## Партийный лидер
В 1966 основал Партию прогрессивной демократии, выступавшую за социализм, «который можно построить и в условиях монархии», народную демократию, экономические и социальные реформы. Считал ислам основой национального мировоззрения. В состав партии входили некоторые представители либеральной интеллигенции. Печатным органом партии была газета «Мосават». После ухода в отставку с поста премьера Майвандваль находился в оппозиции, в 1969 потерпел поражение на выборах в парламент (не без участия властей).

## Гибель
Вскоре после свержения монархии в 1973 был арестован, обвинён в руководстве заговором против режима Мохаммада Дауда, в котором, по утверждению тогдашних властей, участвовали также высокопоставленные военачальники. Был подвергнут пыткам, от которых, по наиболее распространённой версии, и скончался. Официально было объявлено о его самоубийстве; при этом в декабре 1973 он был «посмертно» приговорён к смертной казни.